# 코코넛워터

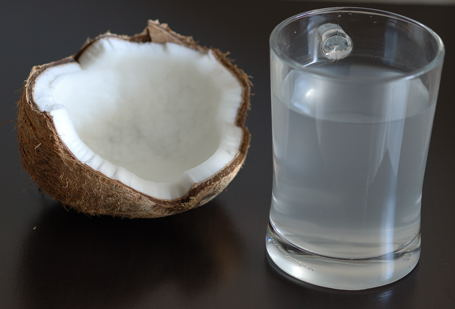
익은 코코넛의 코코넛 워터

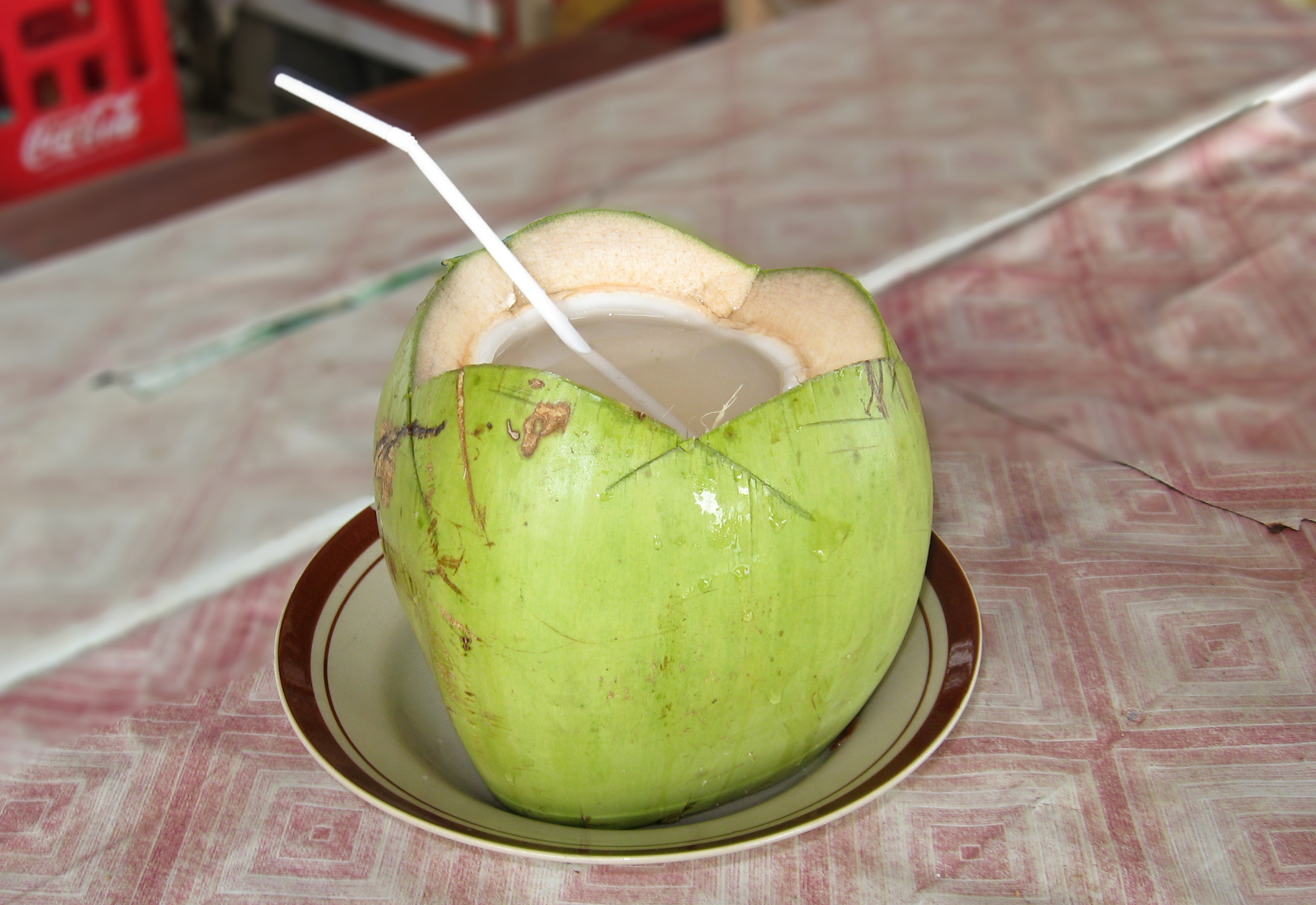
마시도록 가공된 덜 익은 코코넛

코코넛 워터(영어: coconut water, coconut juice)는 코코넛 안에 든 투명한 액체이다. 발달 초기에 코코넛 워터는 배젖에 가해지는 충격을 흡수하는 역할을 한다. 코코넛이 자라면서 배젖은 성숙하여 단단한 과육으로 바뀐다. 잘 익은 코코넛보다는 덜 익은 열매의 코코넛 워터가 더 선호된다.

## 수확
코코넛 워터를 얻기 위한 코코넛은 대개 아직 덜 익어 푸른 빛을 띨 때 수확된다. 과즙과 과육을 얻기 위해 코코넛에 구멍을 뚫을 수 있는데, 덜 익은 코코넛의 경우 내부에 어느 정도의 압력이 있을 수 있어서, 겉껍질에 구멍이 뚫릴 때 액체가 뿜어져 나오기도 한다. 땅에 떨어진 코코넛은 썩거나 곤충 등 동물에게 갉아 먹힐 위험이 크다.

## 섭취 및 소비
열대 지방에서는 코코넛 워터가 오랫동안 대중적인 음료로 소비되었는데, 그대로 마시거나, 캔이나 병에 담겨 팔리기도 한다.
코코넛은 다양한 장소에서 그대로 코코넛 워터를 마시도록 팔리거나, 차갑게 해서, 또는 포장되어 팔린다. 흔히 길거리 상인들이 마체테 등의 도구를 이용해서 코코넛을 그 자리에서 잘라 판매한다. 도·소매를 위해 가공된 코코넛 워터는 흔히 캔, 종이팩, 플라스틱병 등에 담겨 판매되며, 때로는 안에 코코넛 과육이나 젤리를 넣기도 한다.
코코넛 워터를 발효해 코코넛 식초(en:coconut vinegar)를 생산하기도 한다. 코코넛 워터는 또한 젤리 같은 음식인 나타데코코를 만드는 데도 사용된다.

## 영양 성분
코코넛 워터는 100ml 당 19 칼로리이며, 물 95%, 탄수화물 4%, 단백질과 지방은 1% 미만으로 구성되어 있다. 코코넛 워터에는 소량의 비타민과 무기질이 포함되 있으며, 100ml 기준 함유량은 모두 일일섭취량의 10% 미만이다.

## 상업화
코코넛 워터는 21세기 초부터 지방, 탄수화물, 칼로리의 함량이 낮으며 전해질 함량이 아주 높은 자연적인 에너지, 스포츠 드링크로 홍보되었다. 하지만 가공하지 않은 코코넛 워터 100ml 당 소듐, 포타슘, 마그네슘, 칼슘 등의 주요 전해질의 함량은 일일권장섭취량의 2-7%정도로, 별로 대단하지 않으며 불균형하다.

### 거짓 광고
게다가 코코넛 워터가 건강에 관한 특별한 효능을 가지고 있다고 주장하는 상업적 주장은 과학적인 기반이 없다. 미국에서 미국식품의약국은 업자들이 코코넛 워터가 항바이러스성을 띄거나, 콜레스테롤을 낮추거나, 혈당수치를 정상화한다는 등의 주장을 여타의 제품과 맞지 않는 잘못된 주장들과 함께 소비자를 호도하는 데 사용하는 것에 대해 경고했다.
어떤 회사들은 제품이 "수분이 지극히 풍부하고", "영양분이 꽉꽉 담겨있으며", "전해질이 어마어마하다고" 주장하는 거짓 광고로 인해 집단소송에 직면한다. 원고는 한 회사, 비타 코코가 자사의 제품이 "스포츠 드링크의 열다섯 배의 전해질을 함유"한다고 주장했으며, 광고에서 소듐과 마그네슘의 함량을 잘못 전달했다는 혐의를 제시하기도 했다. 회사는 일체의 범법행위를 부인했으며 2012년 4월에 천만 달러로 합의를 봤다.

## 의학적 쓰임
코코넛 워터는 식염수를 사용할 수 없을 때 드물게 정맥주사(en:Intravenous injection)를 통한 재수화(en:Rehydration) 액체로 사용된다. 사람의 혈장과 유사한 코코넛 워터의 이야기는 2차 세계 대전 시기에 영국과 일본의 긴급 환자들이 식염수를 쓸 수 없는 상황에서 정맥주사를 통해 코코넛 워터를 주입한 일화에서 유래하였다. 이 재수화 기법은 그때부터 혈장을 쓸 수 없는 외딴 지역에서 한정적인 상황에서만 사용되어왔다.
오늘날 내과의사들은 코코넛 워터를 식염수 대신 사용하는 것을 추천하지 않지만, 이는 1975~79년에 캄보디아의 크메르 루주 정권 시기에서는 흔히 사용되었다. 캄보디아 기록관(en:Documentation Center of Cambodia)은 폴 포트 시기에 숙련되지 않은 간호사들에게 덜 익은 코코넛의 물을 주입하도록 하는 관행을 인류애에 반하는 범죄적 행위로서 인용하였다.

### 민간 요법
코코넛 워터는 자메이카에서 설사와 같은 질병을 치료하는 전통의학의 일환으로 사용되어 왔다.

## 위험
코코넛 워터를 지나치게 많이 섭취했을 때 일어날 것으로 예상되는 문제는 급성 신부전증, 심장 부정맥, 혼수상태, 죽음을 초래하는 혈중의 과다한 포타슘 농도, 즉 고칼륨혈증이다. 수 리터의 코코넛 워터를 마신 후에 나타나는 고칼륨혈증과 의식의 소실은, 격렬한 신체적인 활동 후에 코코넛 워터 상품을 섭취한 개인에 대한 의학적인 사례연구에서만 보고되었다. 하지만 가공하지 않은 코코넛 워터의 100ml 당 포타슘 함량은 일일권장량의 2-7% 정도로 그다지 대단할 게 없다.
코코넛 워터가 인도에서 탈라이쿠탈(en:thalaikoothal.)이라고 알려진 과정을 통해 노인살해(en:senicide)에 사용되었다는 이야기도 있다. 이러한 전통에선, 노인이 지나치게 많은 코코넛 워터를 마시도록 하여, 결국 명확하지 않은 이유로 인해 열을 앓다 죽게 된다.

## 참고 문서
- 코코넛 크림
- 코코넛 밀크
- 코코넛 설탕
- 주스 목록
- 야자술
- 착즙(영어판)

## 같이 보기
- 코코넛 밀크
- 코코야자당
- 주스 목록
- 야자술